# Garamante
Garamante (in greco antico: Γαράμας?) o Anfitemi è un personaggio della mitologia greca, figlio di Apollo e Acacallide e dunque nipote di Minosse il re di Creta.

## Mitologia
Fratello di Nasso e Mileto, la madre partorì Garamante al tempo in cui era esiliata nella Libia, da lui che divenne pastore discesero poi le genti dei Garamanti. Apollonio Rodio precisò che all'epoca dell'esilio era già incinta.
Da una ninfa, Garamante ebbe il figlio Psillo, sovrano ed eponimo di una tribù della Cirenaica.